# Āb Korī
Āb Korī (persiska: آب كری, آب چِری) är en ort i Iran.   Den ligger i provinsen Kohgiluyeh och Buyer Ahmad, i den centrala delen av landet, 500 km söder om huvudstaden Teheran. Āb Korī ligger 791 meter över havet och antalet invånare är 116.
Terrängen runt Āb Korī är varierad.Runt Āb Korī är det ganska glesbefolkat, med 47 invånare per kvadratkilometer. Närmaste större samhälle är Dehdasht, 18,9 km sydost om Āb Korī. Omgivningarna runt Āb Korī är i huvudsak ett öppet busklandskap.